# Lego Digital Designer
Lego Digital Designer，或簡稱LDD，是將樂高模型做3D建模的免費軟體，由樂高所維護，可相容Windows XP、Windows 7和Mac OS X作業系統，並擁有專門的檔案類型"lxf"。最终版本是4.3.12，在2019年发布。

## 外部連結
- （英文）Lego Digital Designer官方網站